# 鼓楼駅 (寧波市)
鼓楼駅（ころうえき、簡体字: 鼓楼站）は中華人民共和国浙江省寧波市海曙区に位置する寧波軌道交通1号線及び2号線の駅。駅名は駅近くにある寧波鼓楼に由来している。

## 沿革
- 2014年5月30日：1号線の開通と共に開業[2]。
- 2015年9月26日：2号線の開業により、乗り換え駅となる[3]。

## 駅周辺
- 寧波鼓楼（中国語版）
- 寧波市檔案館（中国語版）
- 永豊庫遺址公園（中国語版）

## 隣の駅
寧波軌道交通
■1号線
西門口駅 - 鼓楼駅 - 東門口（天一広場）駅
■2号線
城隍廟駅 - 鼓楼駅 - 外灘大橋駅